# Alassa
Alassa (grško starogrško Άλασσα) je vas v okrožju  Limasol na Cipru ob glavni cesti  Limasol-Kakopetria.

## Arheološke raziskave
Med izkopavanji, ki so jih v zgodnjih 1980. letih opravili ciprski arheologi, so odkrili ruševine mesta iz bronaste dobe. Med najdbami so ostanki palače, ki kažejo, da je bilo mesto nekoč pomembno lokalno trgovsko središče. Vprašanje, ali je bila Alassa prestolnica antičnega kraljestva Alasija, ostaja predmet razprav.
V mestu so odkrili tudi rimske vile in talna mozaika s podobama Afrodite in Erosa. Eden od mozaikov je na ogled v muzeju v Limasolu.

## Turizem
Alassa se je v zadnjem času razvila v parku podobno turistično središče.